# Charles Favarger

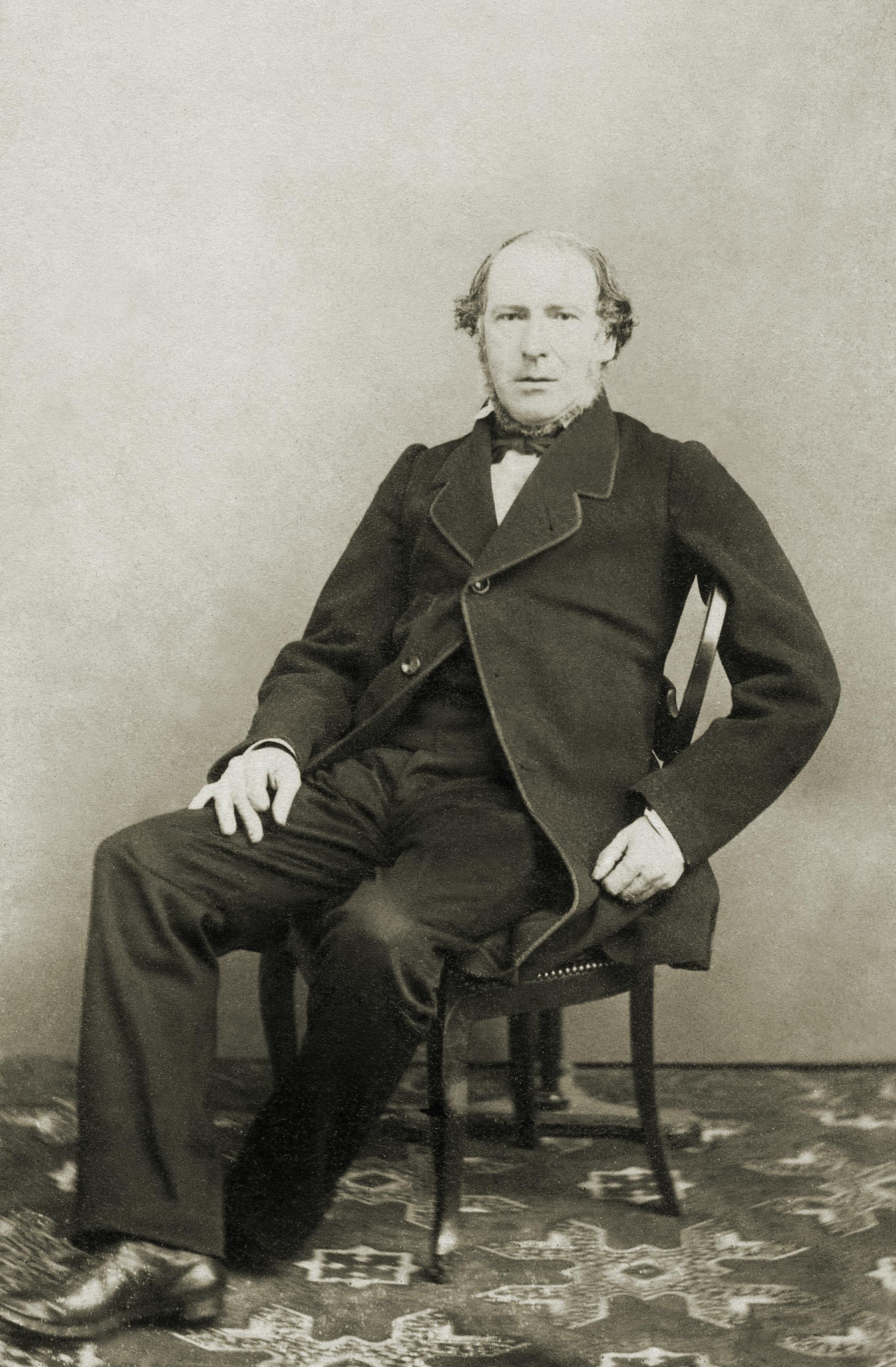
Charles Favarger

Charles Favarger (* 20. September 1809 in Vaumarcus; † 4. Juli 1882 in Neuenburg (heimatberechtigt ebenda)) war ein  Neuenburger Politiker, Anwalt und Notar. Er gründete 1846 die «Kolonie Alpina» im amerikanischen Lewis County.

## Familie
Favargers Eltern waren Jean-François Favarger und Sophie geborene Jeanrenaud. Er heiratete Julie-Louise, eine Tochter des Franzosen Jean-Georges Biber, der sich in La Chaux-de-Fonds niedergelassen hatte. Der Ingenieur und Unternehmer Albert Favarger (1851–1931) war ihr Sohn.

## Wirken
Favarger studierte Rechtswissenschaften an der Universität Heidelberg. In Neuenburg wurde er Anwalt und Notar sowie Mitglied verschiedener Räte der Stadt. Mit Philippe Suchard (1797–1884) gründete er die Aktiengesellschaft «Suchard, Favarger & Cie.», die von Suchard Land übernahm, das dieser bei Utica im Staat New York erworben hatte. Favarger übernahm von 1846 bis 1852 die Leitung der Gesellschaft zum Aufbau der «Kolonie Alpina». Einzelne Grundstücke wurden an Schweizer Auswanderer verkauft, aber Alpina blieb eine unbedeutende Siedlung und die Aktiengesellschaft ging nach fünf Jahren in Konkurs.
Favarger zog 1858 für die Liberalen in die verfassunggebende Versammlung ein. Im Anschluss war er bis 1862 und von 1865 bis 1874 Mitglied des Neuenburger Grossrats. Daneben war er Redaktionsmitarbeiter der Zeitungen «Courrier de Neuchâtel» und «L’Impartial».
Der reformierte Favarger wurde nach der Abspaltung der staatsunabhängigen evangelischen Kirche von Neuenburg (Église évangélique neuchâteloise indépendante de l'État) Mitglied der Synode und unterstützte die Kirche in juristischen Dingen.

## Fussnoten
1. ↑  Vincent Callet-Molin: Philippe Suchard. In: Historisches Lexikon der Schweiz. (Stand: 25. Juli 2012)

| Personendaten    | Personendaten                         |
| ---------------- | ------------------------------------- |
| NAME             | Favarger, Charles                     |
| KURZBESCHREIBUNG | Schweizer Politiker, Anwalt und Notar |
| GEBURTSDATUM     | 20. September 1809                    |
| GEBURTSORT       | Vaumarcus                             |
| STERBEDATUM      | 4. Juli 1882                          |
| STERBEORT        | Neuenburg                             |